# Nickeloxalat
Nickeloxalat ist eine chemische Verbindung des Nickels aus der Gruppe der Carbonsäuresalze.

## Gewinnung und Darstellung

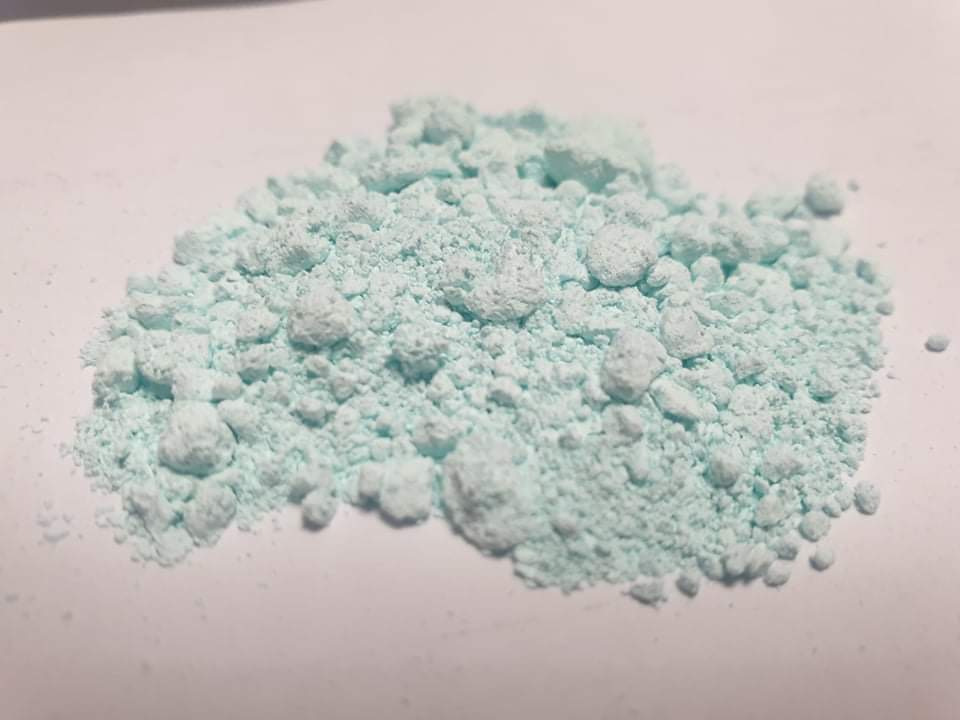
Nickeloxalat

Nickeloxalat kann durch Reaktion von Nickel(II)-salzlösungen mit Oxalsäure, oder besser einem Alkalimetalloxalat, gewonnen werden, wobei das Dihydrat entsteht.
{\displaystyle \mathrm {NiCl_{2}+K_{2}C_{2}O_{4}+2\ H_{2}O\longrightarrow NiC_{2}O_{4}\cdot 2\ H_{2}O\downarrow +\ 2\ KCl} }

## Eigenschaften
Nickeloxalat ist als Dihydrat ein grünlich-weißer Feststoff, der praktisch unlöslich in Wasser ist. Es kommt in zwei verschiedenen Kristallstrukturen vor. Die metastabilen β-Form besitzt eine orthorhombischen Kristallstruktur, die α-Form besitzt eine monokline Kristallstruktur. Durch Erhitzung können diese ab etwa 150 °C in das Anhydrat umgewandelt werden, wobei die Kristallwasserabgabe nicht vollständig ist. Dieses zersetzt sich ab etwa 280 °C zu Nickel, Nickel(II)-oxid und hauptsächlich Kohlendioxid. Das Anhydrat hat wie andere Metalloxalatanhydrate β-MeC2O4 eine monokline Kristallstruktur mit der Raumgruppe P21/n (Raumgruppen-Nr. 14, Stellung 2).

## Verwendung
Nickeloxalat wird als Zwischenprodukt zur Herstellung von Nickel und Nickel(II)-oxid (z. B. aus Erzen und zum Recycling von Batterien) verwendet.